# Tuntian
Tuntian (屯田, túntián) was een vorm van landbouwbeleid in het Chinees Keizerrijk. Het werd ingevoerd ten tijde van keizer Han Wudi (141-87 v.Chr.) en had zijn hoogtepunt ten tijde van de regeringsperiode van Cao Cao (196-220 na Chr.)

## Principe
Ten tijde van Han Wudi kregen de soldaten, na het veroveren van een gebied, de opdracht een stuk land te bewerken, zodanig dat ze konden leven van hun eigen opbrengst. Het systeem van de Tuntian maakte het mogelijk om de problemen van de logistiek en de bevoorrading van de troepen enorm te vereenvoudigen, en kon de duur van de campagnes verlengen. Na de dood van keizer Wu werd het systeem nog slechts sporadisch toegepast.
Na het uitbreken van de Gele Tulbandenopstand in 184 na Chr. volgde een grote hongersnood in geheel China. De regering reageerde totaal hulpeloos. Krijgsheer Cao Cao haalde het principe van de Tuntian terug van onder het stof, met het verschil dat het niet enkel militairen waren die werden ingezet, maar ook de gewone bevolking en vooral de vele ontheemden. Boeren zonder land, vluchtelingen en soldaten kregen percelen toegewezen die ze moesten bewerken, terwijl de benodigde werktuigen (zoals ploegen en ossen) door de overheid tegen een lage prijs werden verstrekt. In ruil hiervoor moest de boer meer dan de helft van zijn oogst aan de overheid afstaan. Het systeem van de Tuntian droeg bij tot het succes van Cao Cao.